# Ermita de Sant Antoni (Betxí)
L'Ermita de Sant Antoni de Betxí, a la comarca de la Plana Baixa, és un temple catòlic situat en un paratge conegut com a “Muntanyeta” de Sant Antoni, a uns 3 km a l'est de l'esmentada localitat. Està catalogada com Bé de rellevància local, segons la Disposició Addicional Cinquena de la Llei 5/2007, de 9 de febrer, de la Generalitat, de modificació de la Llei 4/1998, d'11 de juny, del Patrimoni Cultural Valencià (DOCV Núm. 5.449 / 13/02/2007), amb codi identificador: 12.06.021-004.

## Descripció històric-artística
Se suposa que l'ermita s'eleva a la mateixa zona on en un moment va haver d'erigir-se una torre defensiva o una petita fortificació medieval, ja que en l'estructura de la part posterior de l'ermita poden veure's restes de l'antiga torrassa. L'edificació deu data del segle xvi, ja que els primers documents d'aquest edifici es remunten a aquest segle. Va ser remodelada al segle xvii, i ha estat recentment rehabilitada.
Es tracta d'un complex d'edificis entre els quals destaca l'ermita, amb la casa de l'ermità i una hostatgeria, que actualment s'usa com a restaurant. Tot el complex es va edificar sobre una plataforma elevada amb graderies d'accés, que salven el desnivell de la zona.
La fàbrica és de paredat sense comptar amb arrebossat, cosa que atorga a l'edifici un aspecte considerablement rústic, en el qual destaquen els carreus que reforcen les cantonades.
La planta del temple és rectangular amb la hospedería adossada al lateral dret, i un lateral exempt en el qual queden a la vista els contraforts de tejadillos, destacant entre ells la presència d'una font a les aigües de la qual concedeixen propietats medicinals. Per la seva banda, a la zona posterior pot veure's com sobresurt una sagristia que acaba en una coberta independent de la principal, que és de teules i a dues aigües.
La façana principal és llisa presentant com a única decoració un frontó triangular que es veu truncat pel capcer que dona lloc a l'espadanya en la qual es col·loca una sola campana. Presenta una porta amb llinda de fusta que s'emmarca en una portada de forma rectangular amb àmplies i irregulars dovelles, que s'obre en un espai més reduït d'una antiga porta principal d'accés, en forma d'arc de mig punt, que arribava fins a més enllà de l'actual llinda. I un petit retaule ceràmic en la qual es representa al sant titular de l'ermita.
Interiorment destaca la decoració del sostre en esgrafiat, i l'existència d'un cor alt, però no existeixen altars laterals. En l'altar major destaca en una fornícula central la imatge de Sant Antonio Abad.

## Festes
Les festes en honor del sant, que a més és el patró de Bechí, se celebren al gener, amb un romiatge per al dia del sant, dia 17 de gener.
A més, l'ermita és el punt de trobada per a celebracions laiques des que en els primers anys vint del segle XX es van realitzar els primers i més famosos “aplecs valencianistes”.